# Axel Otto Normann
Axel Otto Normann (Fredrikstad, 23 gennaio 1884 – Oslo, 8 maggio 1962) è stato un giornalista e direttore teatrale norvegese.

## Biografia
Era il figlio di un grossista. Studiò filologia presso l'Università di Kristiania e per un anno e mezzo alla Sorbona, ma senza laurearsi. Invece si dedicò alla carriera giornalistica.

## Carriera
Nel 1905 è stato assunto come redattore nel giornale Posten; è stato redattore capo brevemente nel 1907. Nel 1910 sposò l'attrice Hélène Andersen (1881-1955). Fu giornalista per Aftenposten (1907-1915) e redattore capo per Verdens Gang (1915-1922). Nel 1922, dopo aver lavorato per Verdens Gang, lasciò la Norvegia per la Francia, ma continuò a scrivere per i giornali e riviste norvegesi. Nel 1927 fu tra i fondatori dell'Associazione critici norvegesi. Nel 1929 tornò in Norvegia come critico teatrale del Arbeiderbladet. Egli fu il biografo dell'attrice Johanne Dybwad nel 1937. Inoltre ha contribuito alla rivista femminile Urd.
È stato regista teatrale presso il Teatro Nazionale (1935-1941 e 1945-1946). È stato direttore del Det Nye Teater (1947), e per l'Oslo Nye Teater (1959-1962). Nel 1954 escì il suo secondo e ultimo libro, la modifica del Festschrift per il 25º anniversario della Det Nye Teater.

## Morte
Morì l'8 maggio 1962 a Oslo.